# Cristian Pasquato
Cristian Pasquato (né le 20 juillet 1989 à Padoue) est un footballeur italien évoluant au poste d'attaquant. Il est comparé à Alessandro Del Piero pour son sens du dribble et ses coups francs et car ils ont tous les deux joué au Calcio Padoue

## Palmarès
- Vainqueur du Campionato Allievi Nazionali 2006 avec la Juventus de Turin.
- Vainqueur de la Supercoppa Primavera 2007 avec la Juventus de Turin.